# Joshua ben Levi
Joshua ben Levi o Yehoshua ben Levi (ebraico: יהושע בן לוי) (Terra d'Israele, III secolo – ...) era un saggio ebreo, rabbino Tanna della 5ª generazione (220 – 250 e.v., inizio degli Amoraim).
Era la guida della scuola di Lydda nella terra meridionale di Israele. Contemporaneo di Johanan bar Nappaha e Resh Lakish, che era a capo della scuola di Tiberiade.  Joshua spesso si cimentava con Johanan bar Nappaha in discussioni omiletiche esegetiche. È incerto se il nome "ben Levi" significasse figlio di Levi, che alcuni identificano con Levi ben Sisi, o un discendente della Tribù di Levi.